# 상수리나무
상수리나무(학명: Quercus acutissima, sawtooth oak)는 참나무과의 나무로 한국, 중국, 일본 등의 동아시아가 원산지이다.

## 특징
나무의 높이는 15-20m쯤 된다. 나무 껍질은 어두운 갈색으로 얇은 코르크 상태로 되어 있다. 낙엽수이며 가을에 단풍이 든다. 단풍이 끝나 완전한 고엽이 되어도 이층이 형성되지 않기 때문에 가지로부터 좀처럼 떨어지지 않고, 겨울이 되어도 2달 정도까지 가지에 붙어 있는 일이 있다. 암수한그루로 풍매화인 꽃은 4-5월 무렵에 핀다. 수꽃은 10 센티미터 정도의 이삭이 작은 꽃들을 붙이고 밑으로 늘어진다. 암꽃은 매우 작고 빨갛게 보이는 작은 꽃을 붙인 꽃차례가 곧게 선다. 암꽃은 수분하면 열매를 맺고 이듬해 가을에 성숙한다. 열매는 떫은 맛이 강하기 때문에, 그대로는 먹을 수 없고 반드시 물에 우려내어 떫은 맛을 빼내야 된다.
상수리나무는 수액이 배어 나오는 경우가 있다. 장수풍뎅이나 사슴벌레 등의 갑충류나 나비(왕오색나비, 흑백알락나비 등) 등의 곤충이 수액을 먹기 위해 모인다. 일본의 나비 애벌레 가운데 우라나미아카시지미는 상수리 나무의 어린 잎을 먹으며 성장한다. 산누에나방 애벌레도 상수리나무, 떡갈나무, 밤나무 등의 잎을 먹으며 자라다가, 고치를 짓고 어른벌레가 된다.

## 이용
상수리나무는 성장이 빨라 나무를 심은 뒤 10년 정도면 목재로 이용할 수 있다. 나무를 베어 내도 그루터기부터 계속 자라나서, 다시 여러 해가 지난 뒤에는 나무의 생육 상태를 회복한다. 재질은 다른 참나무속 나무처럼 딱딱하고, 건축재나 기구재, 차량, 선박에 사용될 뿐 아니라 땔나무로도 이용된다. 그러나 갑자기 금가고 쪼개지는 성질이 있어서 요즘엔 울타리 만드는 목재로 전락했다.
낙엽은 부엽토(낙엽 등이 썩어서 된 흙)로 작물의 비료에 쓰인다. 나무 껍질은 염료로 이용된다. 또, 나무 껍질은 생약이며, 여러 한방약과 함께 쓰인다.